# Entomophagie

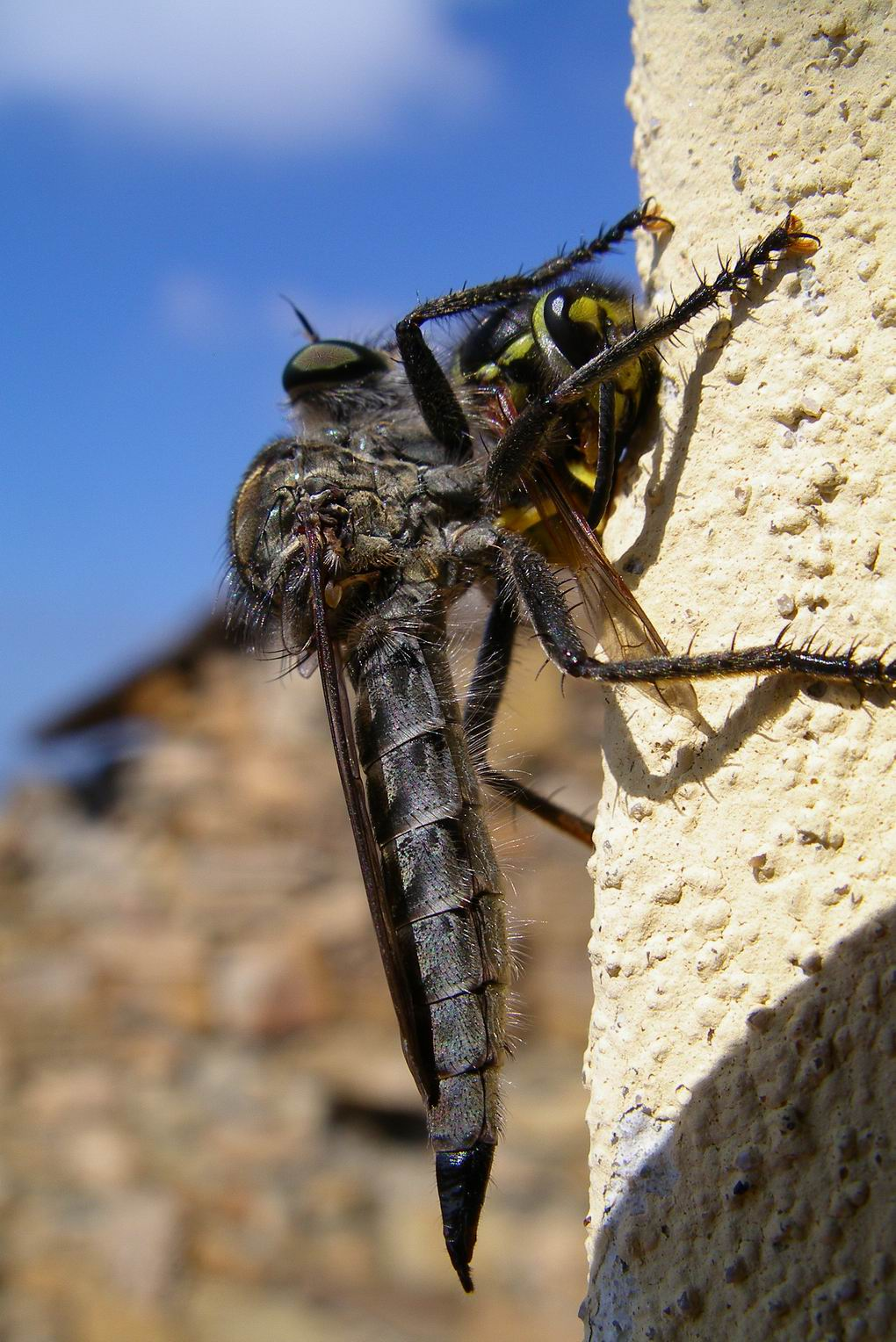
Raubfliege mit erbeuteter Wespe

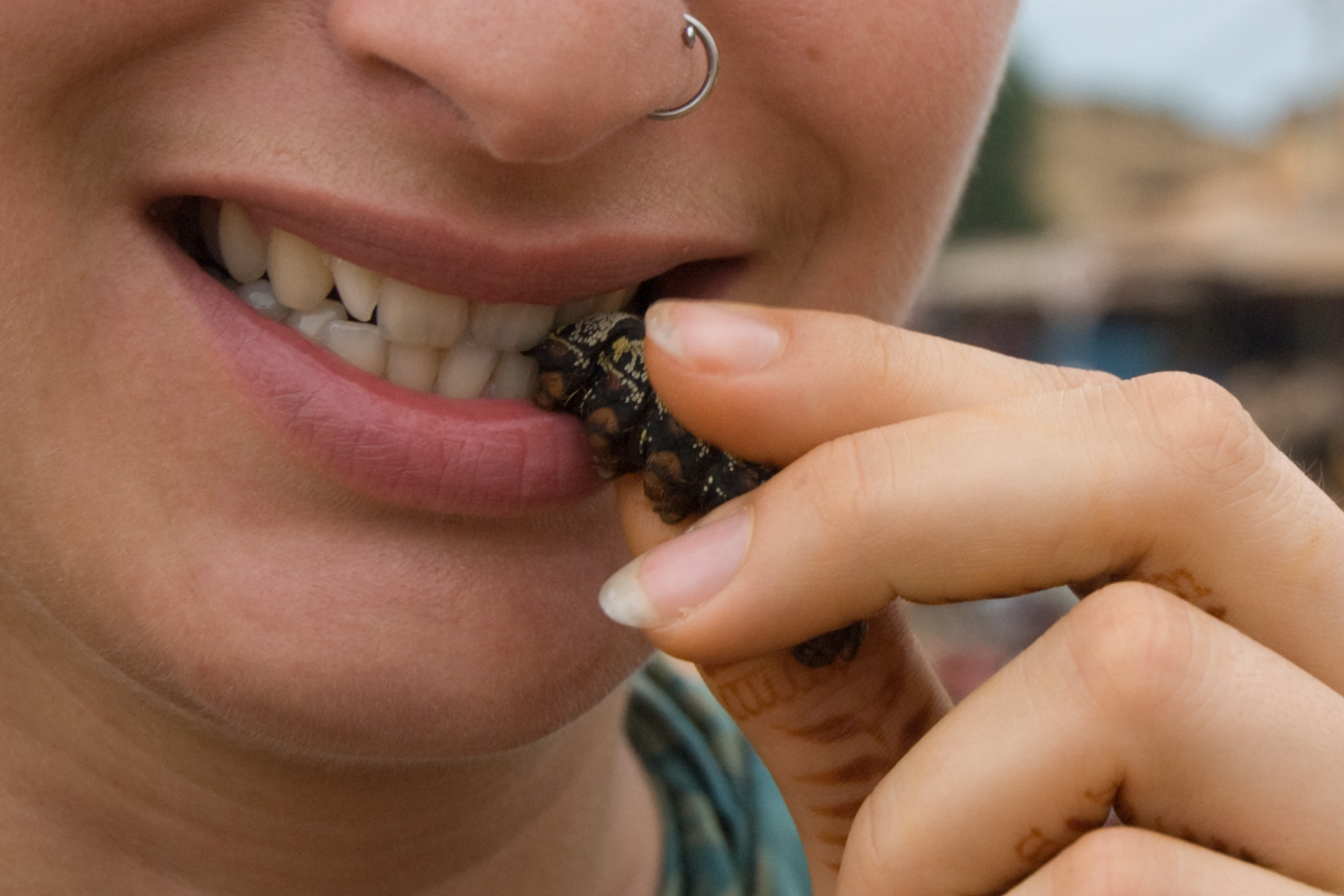
Menschlicher Verzehr einer Cirina-Raupe in Burkina Faso

Mit Entomophagie (gr. ἔντομον éntomon ‚Insekt‘ und -phagie) wird der Verzehr von Insekten durch andere Organismen bezeichnet.
Entomophagen (oder auch Insektivoren) sind entsprechend Organismen, die sich von Insekten aller oder bestimmter Entwicklungsstufen ernähren oder als Parasiten von ihnen leben. Zu den Entomophagen zählen Organismen verschiedener taxonomischer Gruppen, darunter Säugetiere, Vögel, Süßwasserfische, Spinnentiere, Insekten, Fleischfressende Pflanzen sowie als Parasiten auch Fadenwürmer und Pilze. Spezielle Entomophagen werden in der Biologischen Schädlingsbekämpfung gegen Schadinsekten eingesetzt, vor allem Schlupfwespen und andere parasitäre Insekten.

## Begriff
Der Begriff Entomophagie stammt aus dem 19. Jahrhundert. Im Englischen ist eine veröffentlichte Verwendung erstmals für 1871 belegt. Zunächst umfasste der Begriff den Verzehr von Insekten durch andere Insekten, danach auch durch andere Organismen. Eine Nutzung und Prägung des biologischen Begriffs für den menschlichen Insektenverzehr erfolgte insbesondere durch westliche Wissenschaftler mit Blick auf nicht-westliche Kulturen und steht daher teilweise in der Kritik.

## Entomophagie beim Menschen
Entomophagie beim Menschen, also der Verzehr von für Menschen essbaren Insekten, gibt es in vielen Teilen der Welt (Kulturen in Afrika, Asien, Mittel- und Südamerika). In westlich geprägten Kulturen ist sie eine Randerscheinung und wird – aufgrund eines hier verbreiteten Nahrungstabus – häufig mit Ablehnung bis hin zu Ekelgefühlen betrachtet. Es gibt jedoch Bestrebungen, u. a. zur Verkleinerung des Ökologischen Fußabdruckes, Speiseinsekten (vor allem Grillen, Heuschrecken und bestimmte Käferlarven) auch auf den Speiseplan von Europäern zu bringen. Die EU förderte mit 3 Mio. Euro die Erforschung.

## Belege
1. 1 2 3  J. Evans et al. (2015): ‚Entomophagy’: an evolving terminology in need of reviw. In: Journal of Insects as Food and Feed, 2015; 1(4): 293-305. Wageningen Academic Publishers. ISSN 2352-4588. doi:10.3920/JIFF2015.0074                                                                                                                                          2931. Online (freier Zugang): .
2. 1 2 3 4 5 6 7 8  Stichwort „Entomophagen.“ In: Herder-Lexikon der Biologie. Spektrum Akademischer Verlag GmbH, Heidelberg 2003. ISBN 3-8274-0354-5
3. ↑  G.O. Poinar: Entomophagous Nematodes. In: Fortschritte der Zoologie 32, 1986, S. 95–121.
4. ↑  Aristotle J. Domnas, Steven A. Warner: Biochemical activities of entomophagous fungi. In: Critical Reviews in Microbiology 18, Nr. 1, 1991, S. 1–13, doi:10.3109/10408419109113507.
5. ↑  Enabling the exploitation of Insects as a Sustainable Source of Protein for Animal Feed and Human Nutrition. Europäische Union, abgerufen am 1. November 2016 (englisch).